# Base aérienne de Melsbroek
La base aérienne de Melsbroeck ou Melsbroek est une base de la composante Air de l'Armée belge qui partage les pistes de l'aéroport international de Bruxelles. Il se situe à Melsbroeck.

## Histoire
L'aérodrome a été construit par l'armée allemande durant la Seconde Guerre mondiale. Après la libération en 1944, il a été utilisé par la Royal Air Force et l'Aviation royale canadienne. Après la guerre, en 1945, Melsbroek a remplacé l'aéroport de Haren comme aéroport national. En 1958, à l'occasion de l'Exposition universelle de Bruxelles, le terminal a été déplacé à Zaventem et Melsbroek a été repris par la Force aérienne belge, devenue la composante air dans les années 2000.

## Unités
Actuellement (Mai 2025), la base est utilisée par le 15e Wing de transport aérien constitué des :
- 20e escadrille avec 7 Airbus A400M Atlas ;
- 21e escadrille avec 2 Falcon 7x.

## Police fédérale
La base est également utilisée par le Service d'appui aérien de la police fédérale.